# Laccoptera
Laccoptera is een geslacht van kevers uit de familie bladkevers (Chrysomelidae).
De wetenschappelijke naam van het geslacht werd in 1855 gepubliceerd door Carl Henrik Boheman.

## Soorten
- Laccoptera caduca Borowiec, 1994
- Laccoptera cancellata Boheman, 1855
- Laccoptera cheni Swietojanska, 2001
- Laccoptera cicatricosa Boheman, 1855
- Laccoptera confragosa (Weise, 1899)
- Laccoptera depressa Swietojanska, 2001
- Laccoptera distans (Spaeth, 1902)
- Laccoptera excavata Boheman, 1855
- Laccoptera foveolata (Boheman, 1856)
- Laccoptera meghalayaensis Swietojanska, 2001
- Laccoptera murrayi Boheman, 1862
- Laccoptera nunbergi Borowiec, 1994
- Laccoptera parallelipennis (Spaeth, 1903)
- Laccoptera rotundicollis Borowiec, 1997
- Laccoptera schawalleri (Medvedev in Medvedev & Zaitsev, 1993)
- Laccoptera sedecimmaculata (Boheman, 1856)
- Laccoptera sulcata (Olivier, 1808)
- Laccoptera tredecim-punctata (Fabricius, 1801)
- Laccoptera warchalowski Borowiec, 1985